# Grote Kerk (Hoorn)
De Grote Kerk is een kerk in de West-Friese stad Hoorn, in de Nederlandse provincie Noord-Holland. Hij staat op het Kerkplein, dat loopt om de kerk heen, en is beeldbepalend voor het Hoornse stadsaanzicht, naast de rooms-katholieke kerk van de HH. Cyriacus en Franciscus (in de volksmond de Koepelkerk genaamd). De toren is 60 meter hoog.

## Geschiedenis

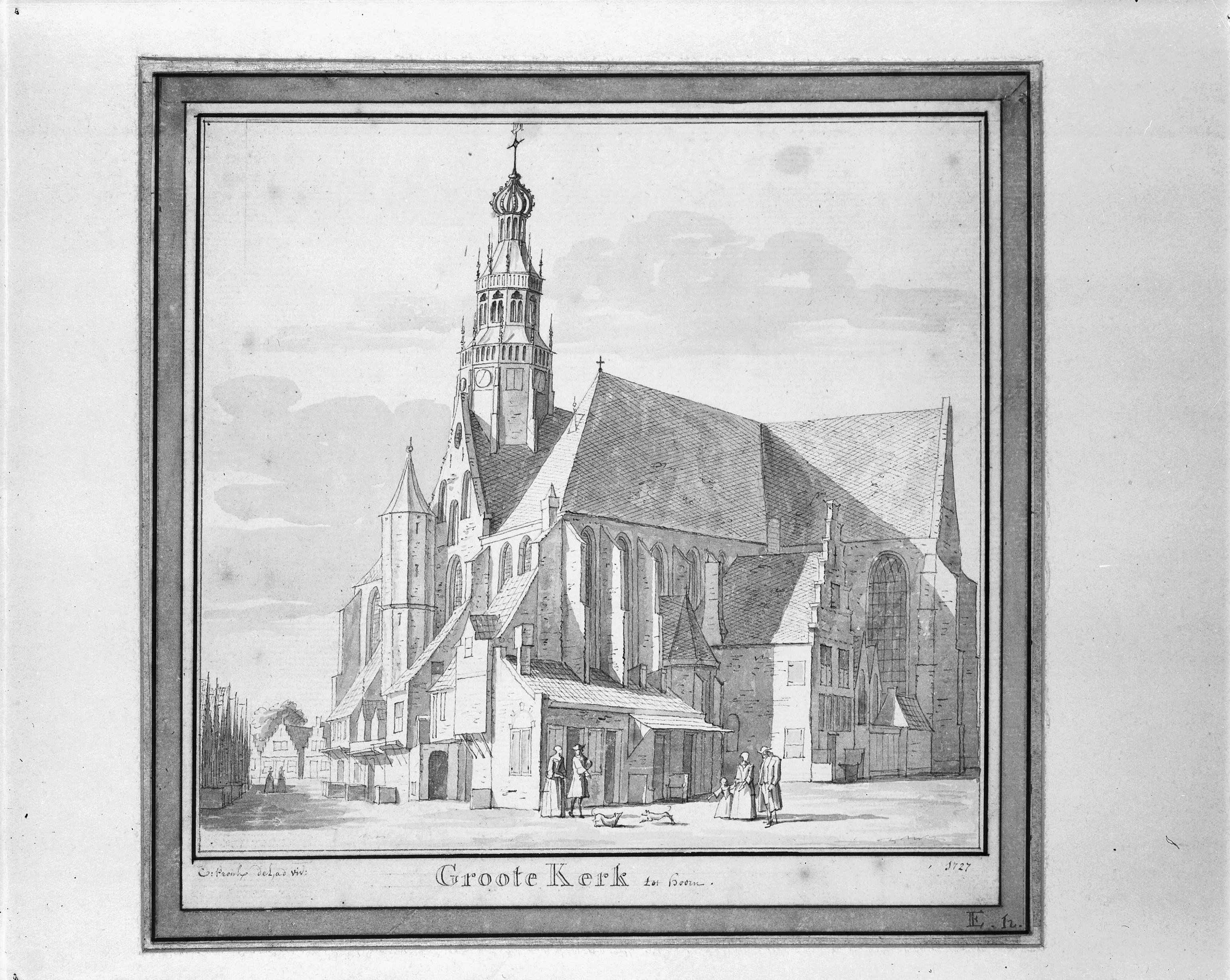
Grote kerk gezien vanuit het zuidwesten tekening C.Pronk, 1727

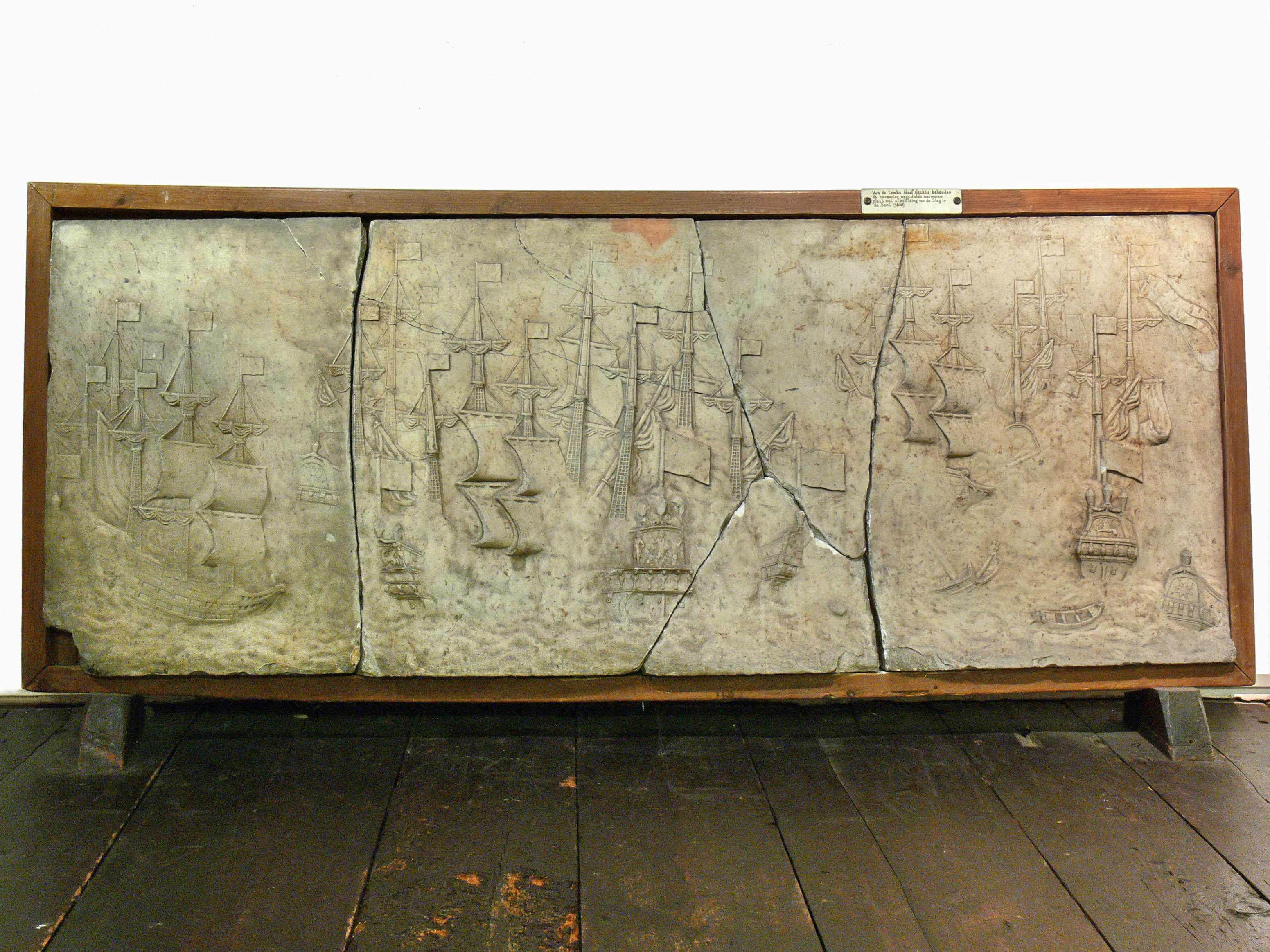
Praalgraf van Pieter Florisse

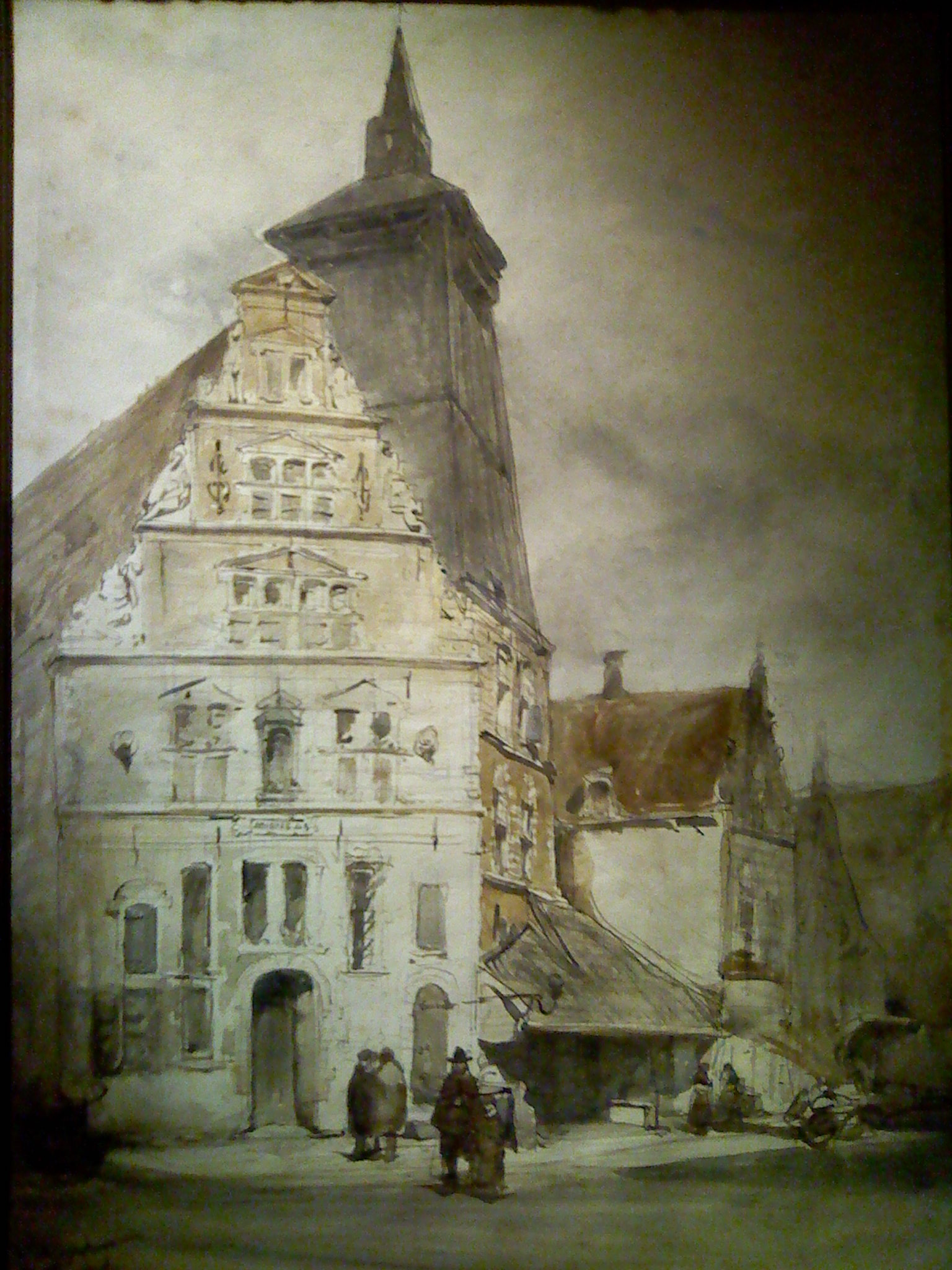
Schilderij van Johannes Bosboom met daarop de Boterhal en het losstaande klokhuis van de voormalige Grote Kerk.

De huidige kerk is het derde kerkgebouw op deze plek. Het eerste was een kerkje aan de westzijde van Hoorn, dat buitendijks is komen te liggen. In 1369 begon men met de bouw van een nieuwe kerk op de huidige plek, deze werd in 1370 gewijd is aan Sint Cyriacus en Johannes de Doper. In 1405 werd de kerk met een stenen koor uitgebreid, in 1429 begon men met de twee zijbeuken en in 1480 met de kooromgang die in 1500 was voltooid.
Op 3 augustus 1838 is de kerk afgebrand na een ongeluk met een vuurpot van een loodgieter op het dak, waarbij alleen de buitenmuren nog deels waren blijven staan. Uit de resten werd onder andere nog wel een marmeren plaat met een voorstelling van de Slag in de Sont, die eerder deel uitmaakte van het praalgraf van Pieter Florisse, gered. Een nieuw kerkgebouw werd in 1842-44 gebouwd, naar een ontwerp van Karel Georg Zocher (1796-1863). Ook deze kerk werd door brand getroffen, in 1878 sloegen de vlammen na blikseminslag toe. Het gebouw dat Zocher heeft ontworpen was nauwelijks kleiner dan zijn voorganger. Hij heeft feitelijk alleen een nieuwe voorgevel ontworpen en gebruikte verder de oude fundamenten voor zijn nieuwe kerk. De huidige kerk werd van 1881 tot 1883 gebouwd, naar een ontwerp van Constantijn Muysken. Dit gebouw werd ontworpen in een maniëristische renaissancestijl. In 1939 werd de torenspits met lantaarn en opengewerkte peer wegens bouwvalligheid gesloopt, waarna er een veel eenvoudigere spits met alleen een windwijzer in de vorm van een zeemeermin voor terugkwam.

### Huidige functie
De Grote Kerk werd in 1968 voor de eredienst gesloten, en verkocht, om verbouwd te worden tot een gebouw met commerciële functie. De kerk werd in 1984 gekocht om verbouwd te worden tot winkel(s) en appartementen. In het gebouw zijn zesendertig woonappartementen gerealiseerd, waarvan 18 tussen het houten tongewelf en het dak, de overige appartementen zijn in de voormalige pastorie aan de achterzijde van de kerk gerealiseerd. De toren is eigendom van de burgerlijke gemeente. Bij de kerk vindt jaarlijks de Dodenherdenking plaats. Voor de kerk werd op 4 januari 1945 een vijftal mannen gefusilleerd. In de gevel rechts van de toren is voor hen een monument geplaatst, deze plek is ook elk jaar op 4 mei het einde van de stille tocht die ter herinnering aan de mannen gehouden wordt. Anno 2022 werden in het schip een hotel en restaurant geopend.

## Beiaard
In de toren van de middeleeuwse kerk bevond zich tot de brand van 1838 een klokkenspel van Pieter Hemony, gegoten in 1671. Al eerder in 1531 goten Geert van Wou en Johan ter Stege een grote uurslagklok, die tot de brand van 1838 in de toren heeft gehangen. Ze had als opschrift: Ick Jhesus waerachtig – Seg in Heeren machtich – Dat ghi bliven eendrachtig – Doet ghi dat – Soe sal ju stat – Wel staen in freden – Doe men schreef MCCCCC ende XXXI daerbij – Doe goten Geert van Wouw, Johan ter Stege mij. Daarnaast goot Geert van Wou in Kampen in 1532 een automatisch spelende voorslag die het slaan van de uren aankondigde met 10 klokken. In 1569 werden er twee klokken van Geert van Wou verwijderd en kwamen er vier klokken van Peeter van den Gheyn uit Mechelen bij. In 1601 kwam er een nieuwe uurwerkinstallatie met speeltrommel (die later ook dienstdeed op de klokken van Hemony) en werden de klokken uitgebreid door Hendrick van Meurs in Utrecht met nog eens vier klokken. Enkele jaren later in 1603 en 1605 leverde Cornelis van Ammerooy, klokkengieter in Amsterdam, enkele klokken en ook werden er rond 1650 klokken besteld in Enkhuizen bij Coenraad Splinter die mogelijk voor het speelwerk bestemd waren. Vanaf 1601 zijn er ook berichten over een beiaardier die de klokken op een klavier kon bespelen. De stemming van al deze klokken van verschillende gieters zal verre van zuiver zijn geweest omdat klokkengieters uit die tijd niet in staat waren klokken zuiver af te stemmen. De gebroeders Hemony waren de eersten die in 1642 een zuiver gestemd carillon konden leveren met hulp van jonkheer Jacob van Eyck, en hun roem zal ook in Hoorn zijn doorgedrongen. Het spel dat Pieter Hemony in 1671 leverde, wordt dan ook in de literatuur een van de fraaiste werkstukken van zijn hand in Noord-Holland genoemd. Dit carillon ging bij de brand in 1838 geheel verloren.
De kerk werd hierna in de vorm van een Griekse tempel herbouwd. Dit ontwerp van Zocher brandde in 1878 na blikseminslag ook af maar bevatte geen carillon. De luidklokken gingen wel verloren, deze waren afkomstig uit het klokhuis dat tegenover de kerk naast de boterhal stond.

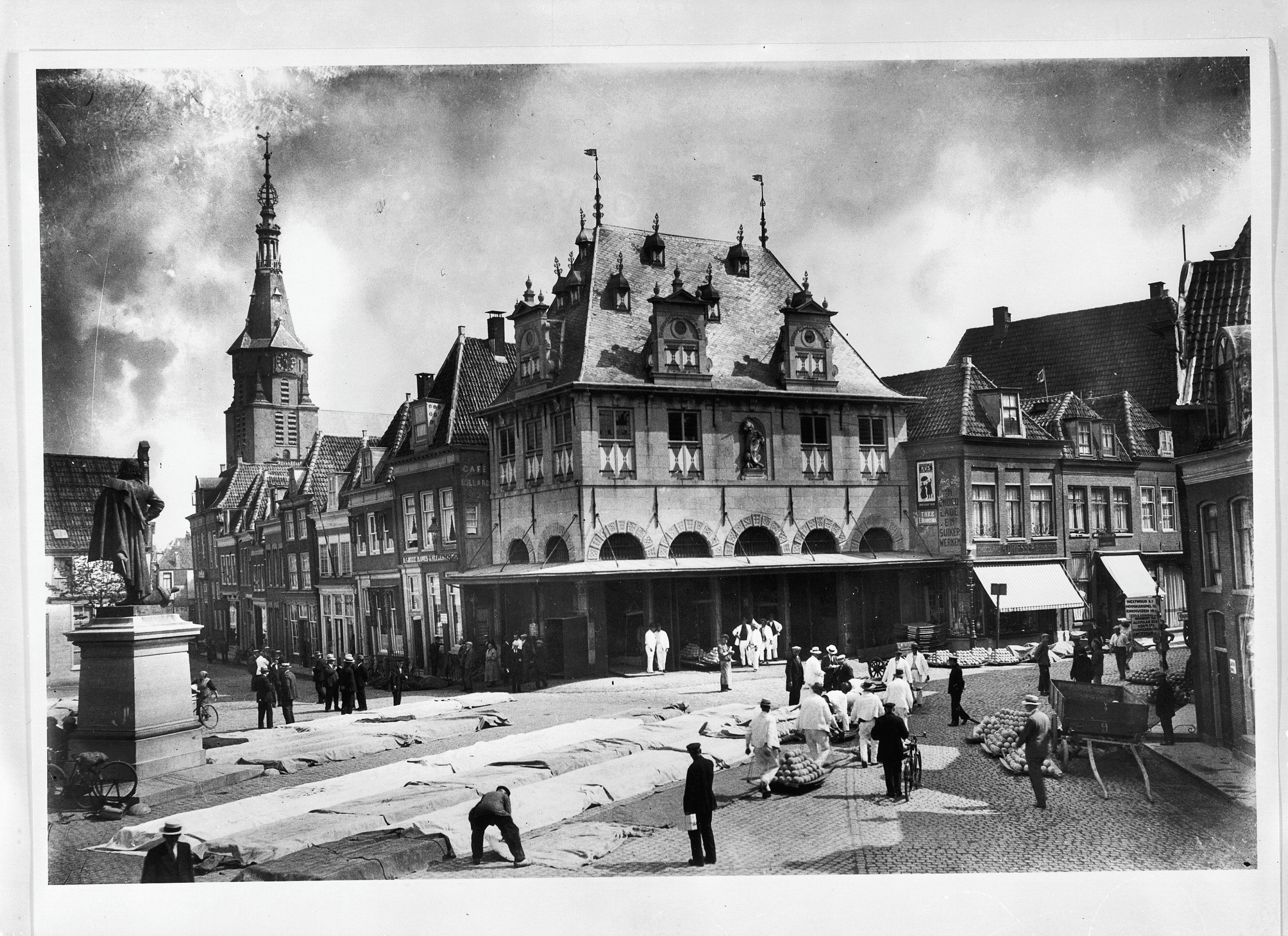
Overzicht Waag en de toren van de Grote Kerk met oorspronkelijke spits

De spits van de huidige toren, gebouwd in 1883 naar het ontwerp van Constantijn Muysken, werd wegens bouwvalligheid in 1936 afgebroken en rond 1938 werd de toren van een nieuwe grotere klokkenkamer en onversierde naaldspits voorzien. Achter de galmborden bevindt zich nu een beiaard van klokkengieter A.H. van Bergen uit Heiligerlee die in de plaats kwam van de door de Duitsers tijdens de Tweede Wereldoorlog gevorderde klokken uit 1939 eveneens gemaakt door Van Bergen. Van deze vooroorlogse beiaard, welke door acties van de burgers betaald was, zijn 14 klokjes behouden gebleven en deze keerden na de oorlog in Hoorn terug. De vooroorlogse beiaard was echter veel lichter (in A) dan de huidige beiaard (in Es). Het spel raakte echter rond begin jaren zestig van de 20e eeuw in verval en na jaren van zwijgen kwam er in 1974 een automatisch spel aangedreven door elektromagnetische hamers bestuurd door een ponsband. Zowel het stokkenklavier als de speeltrommel uit 1939 werd hierbij verwijderd en zijn hierna verdwenen. In 1991 werd de beiaard onder advies van klokkendeskundige Jaap van der Ende gerestaureerd en aangevuld tot vier octaven met klokken van Eijsbouts uit Asten waarbij de Van Bergenklokken als dat mogelijk was herstemd werden of vervangen door gelijkvormige kopieën. Er kwam weer een fraai stokkenklavier zodat nu ook een beiaardier het spel weer kon bespelen. Later kwam er ook nog een grote nieuwe klok (Bes0) die nu de uren slaat en op het pedaalklavier is aangesloten als lage G0. De elektromagnetische hamers voor automatisch spel worden tegenwoordig door een computer aangestuurd. De stadsbeiaardier maakt hiervoor de arrangementen en bespeelt de klokken op donderdag van 17 tot 18 uur en op de derde zaterdag van de maand van 16:00 tot 16:45u. In de zomermaanden organiseert de vereniging 'Het Carillon te Hoorn' een aantal zomeravondconcerten op woensdagavond om 19:30u waarvan een jaarlijks een boekje wordt uitgegeven.
De kerk is ingeschreven in het rijksmonumentenregister onder nummer 333542.